# جب يوسف (الجليل)
جُب يوسف، قرية فلسطينية تبعد 6 كيلومتر جنوب مدينة صفد في منطقة الجليل على مسافة قريبة من الشاطئ الشمالي الغربي لبحيرة طبرية.
دمر اليهود قرية جُب يوسف في تاريخ 4 مايو 1948 وشرّدوا أهلها.

## القرية تاريخيًّا وجغرافيًّا
هي قرية ذات موقع أثري يحتوي على بقايا خان، قبّة تحتها صهريج وبركة. كما كان موقعها يعرف باسم “خان جب يوسف” في القديم لأنّها كانت إحدى المحطات الواقعة على طريق دمشق.
موقعها الجغرافي ذو أهمية كبيرة لوقوعها على طريق عكا– دمشق. حيث نشأت القرية قرب بئر للمياه تدعى جب يوسف، فوق رقعة من الأرض منبسطة نسبيًا، ولا يزيد ارتفاعها على 240م فوق سطح البحر. وكانت تشرف على سهل الطابغة الذي تخترقه مجموعة أودية في طريقها إلى بحيرة طبرية. تمثل القرية نقطة الدفاع بين الجبل والسهل، إذ تمتد حضيض جبال الجليل خلفها، ويمتد سهل الطابغة أمامها. كانت القرية صغيرة الحجم متراصة البناء. تتألف بيوتها من اللبن والحجارة البازلتية والكلسية. كما تتوافر حولها مياه الينابيع التي تستخدم للشرب وريّ المزارع.
وتقع حاليًا منشآت مشروع نهر الأردن– النقب بالقرب من سكانها، خاصة محطة ضخ المياه من بحيرة طبرية عند موقع الطابغة.

## احتلال القرية وتطهيرها عرقيًّا
اشتبكت وحدات من جيش الإنقاذ العربي ببعض القوافل العسكرية اليهودية جنوبي جُب يوسف، مرتين على الأقل في الأسابيع الأولى من الحرب. في كلتا المرتين، في 12 و 26 شباط/فبراير 1948، تدخلت القوات البريطانية لفضّ الاشتباك، بحسب ما جاء في مذكرات قائد جيش الإنقاذ فوزي القاوقجي.
في النصف الثاني من نيسان/أبريل 1948، شنّت «الهاغاناه» «عملية يفتاح». وقد أوصى قائد «البلماح»، يغآل ألون، في تقرير رفعه هيئة الأركان العامة للهاغاناه بتاريخ 22 نيسان/أبريل، (بمحاولة إجلاء البدو الذين يضربون خيامهم بين نهر الأردن وجُب يوسف وبحر الجليل. كما يقول المؤرخ الإسرائيلي بِني موريس، الذي يستشهد بالتقرير، أنّ القرية نفسها لم تهاجَم إلا في 4 أيار/مايو؛ وعندها هُجّر سكانها.

## القرية اليوم
لم يبقَ من القرية إلا الخان المغطى بالأشواك، والضريح المقبّب للشيخ عبد الله. كما ينبت شجر التين والخروب في الموقع. أمّا الأراضي التابعة للقرية، فيزرعها سكان مستعمرة «عميعاد». بالإضافة لذالك، بالقرب من الموقع تنهض البُنى الخاصة بمشروع جرّ مياه نهر الأردن لاستغلالها في «إسرائيل»، وضمنها محطة الضخ في الطابغة (6 كلم إلى الجنوب) التي تضخ المياه من بحيرة طبرية.

## المستعمرات الإسرائيلية على أراضي القرية
تقع مستعمرة «عميعاد»، التي أُنشئت في سنة 1946 على أراضي القرية، إلى الشمال من موقع القرية.

## وصلات خارجية
- جب يوسف ترحب بكم